# Extra Half Brite
L'Extra Half-Brite, sigla EHB, è una modalità video dei primi modelli di computer Amiga grazie alla quale è possibile visualizzare immagini a 64 colori.

## Caratteristiche
Nonostante il chipset originale dei primi modelli di Amiga, denominato OCS (Original Chip Set), possa usare 6 bitplane (6 bit per pixel) per le immagini, quindi generare fino a 26=64 colori, ha solo 32 registri per la selezione dei colori della tavolozza, riducendo quindi della metà il numero di tonalità visualizzabili. Per aggirare questo limite i progettisti hanno creato la nuova modalità Extra Half-Brite in cui i restanti 32 colori sono generati dimezzando la luminosità di quelli della tavolozza principale: per fare ciò i primi 5 bit indicizzano uno dei 32 colori della tavolozza mentre il sesto, se acceso (impostato ad 1), indica al chip grafico di dimezzarne la luminosità. Il limite hardware dei 32 colori su schermo è stato risolto con l'introduzione del chipset AGA. Alcuni dei primi esemplari dell'Amiga 1000 venduti negli Stati Uniti non disponevano del modo video EHB..
Qui sotto la stessa immagine è visualizzata in modalità standard a 32 colori ed in modalità EHB a 64 colori:

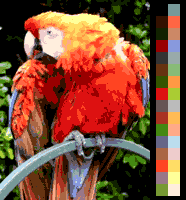
32 colori
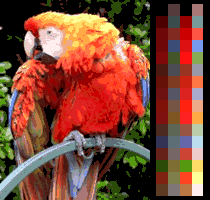
64 colori

## Utilizzo
Con la modalità EHB era sì possibile avere 64 colori simultaneamente presenti sullo schermo ma metà di questi erano fissi e non selezionabili dall'utente,  dato che erano solo la versione con luminosità ridotta di quelli della tavolozza principale. Nonostante questo limite, con un'attenta scelta dei colori principali l'EHB permetteva comunque di ottenere tavolozze molto complete dato che combinando le versioni con luminosità normale con quelle con luminosità dimezzata si potevano avere numerose tonalità di uno stesso colore: un esempio di questo uso fu il programma di disegno grafico Deluxe Paint, dove le 3 tonalità principali di un colore unite alle corrispondenti tonalità a luminosità dimezzata offrivano in tutto 6 tonalità per colore. Nei videogiochi la modalità EHB fu utilizzata prevalentemente per la resa delle ombreggiature dato che l'uso del 6° bit dimezzava la luminosità di qualunque colore della tavolozza, offrendo una versione più scura ("in ombra") del colore originale. Malgrado ciò, la modalità EHB non fu molto utilizzata perché il suo uso aumentava il carico di lavoro sull'unità Blitter di Amiga (dovendo gestire 6 bit per pixel invece di 5) ed il guadagno offerto in termini di resa cromatica era sproporzionato rispetto al maggior numero di calcoli richiesti. L'EHB fu perciò usato principalmente in immagini statiche, ad esempio quelle che comparivano durante il caricamento dei vari livelli: il videogioco Agony è uno dei più noti esempi di questo uso dell'EHB.